# 惑星の居住可能性

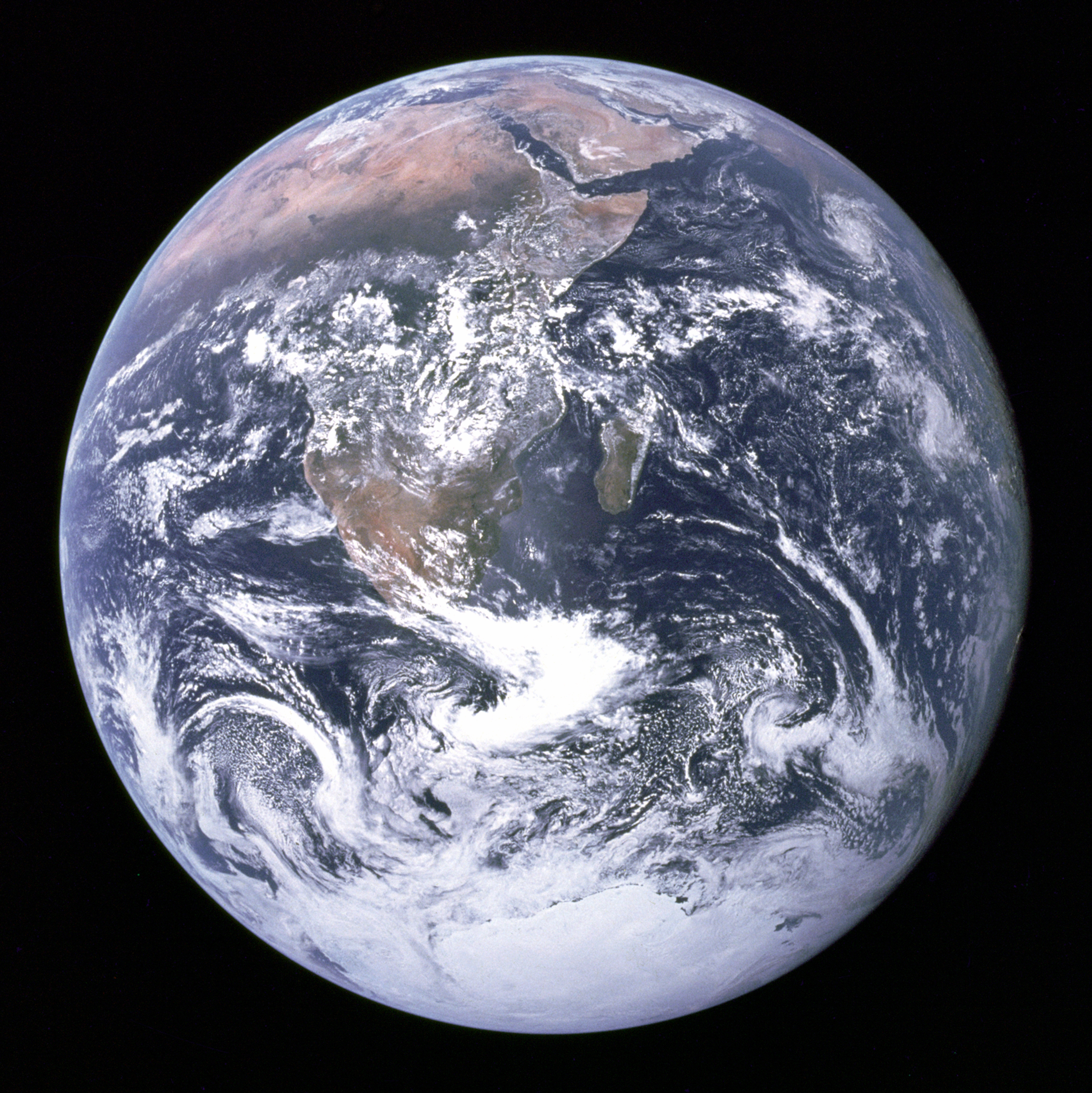
宇宙空間から見た地球（アポロ17号撮影）。惑星の居住可能性は、現時点で生命が知られている唯一の惑星である地球の状態からの推測で成り立っている。

惑星の居住可能性（わくせいのきょじゅうかのうせい、英: Planetary habitability ）は、ある天体で生命が発生しうる、また発生した生命を維持しうる可能性についての指標である。

## 概要
生命にとっての唯一の絶対条件はエネルギー源であるが、惑星の居住可能性の概念では、その他の地球物理学、地球化学、それに天体物理学上の基準を満たさなければならない。地球以外の生命の存在は現在判っていないため、惑星の居住可能性は主に生命にとって適するように見える地球の状態や、太陽や太陽系の特徴から外挿される。特別興味を引くのは、この惑星が単なる単細胞の微生物ではなく複雑な多細胞の動物を保持してきた要因である。この点の研究と理論は惑星科学と、新たに現れた宇宙生物学の分野である。融解した金属や星間ガス、銀河系外空間に広がる磁場のような細胞とは無関係の物質、場を基盤とした生命なども想像できるが、それらはいまだSFの領域を出ていないため、ここでは扱わない。また、将来建造されるであろう人類の前哨基地のように人工的な環境を前提とした議論も含まない。
地球以外の惑星に生命が存在するかもしれないという考えは古くからあるものの、歴史上のそれは物理科学と同じぐらい哲学の範囲であった。20世紀後半、この分野で二つのブレークスルーが見られた。最初の一つは、太陽系の他の惑星や衛星の天体観測や無人探査機による探査で、地球と他の天体との間で相当な地球物理学上の比較が可能となり、居住可能性の基準を定めるのに重要な情報が与えられたことである。次に、1992年に始まりその後加速した太陽系外惑星の発見が、二つ目のマイルストーンである。それにより、太陽は惑星を有する特別な星ではなくなり、居住可能性の研究は太陽系から広がることとなった。2000年代後半には、実際にいくつかの惑星がハビタブルゾーン内を公転していることが示唆され研究が続けられている。
2016年5月10日のNASAの発表によると、この日までに発見された4302個の太陽系外惑星のうち、居住可能な条件を満たす惑星は21個あるという。

## 適切な恒星系
惑星の居住可能性は恒星の理解から始まる。地球のような天体は多数存在するかもしれないが、より大きな系自体が生命に適しているのかも重要である。SETIのプロジェクトフェニックスの科学者マーガレット・ターンブルとジル・ターターは2002年、"HabCat"（または"Catalogue of Habitable Stellar Systems"、居住可能な恒星系のカタログ）を作成した。このカタログは、12万個に及ぶ膨大な数のヒッパルコス星表の恒星から、1万7千個をコアグループ"HabStars"として抜き出したものである。そこで使われた選択基準は居住可能な惑星に必要な天体物理学的な要因を理解するための第一歩として丁度よいものになった。

### スペクトル型
恒星のスペクトル型は光球の温度を示し、それは（主系列星では）星の質量と関係している。"HabStars"として適切なスペクトルの範囲は、今のところ"F"か"G"から"K"の中間辺りまでだと考えられている。これは、7,000K～4,000Kの温度に相当する。太陽はこの範囲のちょうど中間に位置するG2の恒星である。この種類の"中間の星"は惑星の居住可能性にとって重要と考えられる特性を多く持っている（ただしこの基準は太陽を中心として考えられたという節があり、太陽はあまり生命の居住に適さない恒星であるという可能性も皆無ではない）。
- 少なくとも10億年以上は存在し、生命が発展するのに十分な時間がある。より光度の高い"O"型、"B"型、それに"A"型の主系列星は、通常10億年未満、場合によっては100万年程度しか存在しない[注釈 2][3]。
- 重要な大気中のオゾン等を生み出す要因となる、短波長の紫外線を放射する。なおかつ、その紫外線は初期の生命をイオン化により破壊するほどではない[4]。
- 液体の水が、その軌道の自転と公転の同期を起こさない程度の距離を回る惑星の表面に存在するかもしれない（次の「安定したハビタブルゾーン」を参照）。

これらの恒星は、"熱すぎ"も"寒すぎ"もせず、生命が誕生する機会を持つほど十分長く存在する。このスペクトルの範囲は銀河系の恒星のうち5～10%だと思われる。また、もっと暗い"K"や"M"（"赤色矮星"）の恒星が居住可能な惑星を有するのに適しているかは、これらが多数存在していることもあり、おそらく惑星の居住可能性を考える中で最も重要な問題である。これについては、以下の「代わりとなる恒星系」で広く議論する。

### 安定したハビタブルゾーン
ハビタブルゾーン (HZ) とは、惑星がその表面に液体の水を持つ、恒星の周囲の理論上の空間である。液体の水は地球の全ての生態系にとり不可欠だとみなされており、エネルギー源の次に、生命の最も重要な要素だと考えられている。ただ、これは水に依存する種にたいする偏見であるかもしれず、もし水を必要としない生命が存在し得る（例えば、代わりに液体のアンモニアを利用できる）ことが発見されれば、HZの考えは大幅に拡張されるか、制限したり全て捨てさらなければならなくなるかもしれない。
"安定した"HZとは2つの条件を意味する。
一つ目に、HZの範囲が長期にわたって変わらないこと。全ての恒星は年をとるごとに光度を増し、HZも自然に外側に移動していくが、これがもし急激に起こる（例えば、大質量の恒星）場合、惑星はHZの中に短い間だけしか居られないかもしれず、生命の誕生する機会もそれ相応に少なくなるかもしれない。HZの範囲と長期間の移動を計算するのは、炭素循環のような負のフィードバックループが光度の増加を打ち消す傾向もあることから、簡単なことではない。大気の状態と地質学により作られた仮説は、恒星の進化によるHZの範囲の推定に大きな影響を持っている。例えば、これまで提案されてきた太陽のHZの値は、説によりそれぞれ大きく異なっている。
二つ目に、地球型惑星の形成を妨げる木星のような巨大惑星が、HZに近い領域に存在しないこと。例えば小惑星帯の物質は、木星の軌道との共鳴により、惑星を形成することができなかったためのように見える。もし巨大惑星が今の金星と火星の間の軌道に存在していたら、地球は当然今のような形に育たなかっただろう。ただしこの条件は、HZの巨大ガス惑星は適切な条件にあれば居住可能な衛星を持つかもしれない、という提案によりいくらか改善される。
かつては太陽系の構造から、内側は地球型の岩石惑星、外側は木星型や天王星型の巨大惑星というパターンが他の恒星でも標準だろうと考えられていたが、ケプラー宇宙望遠鏡以前（2009年以前）の太陽系外惑星の研究によりこの考えは不適切であることがわかった。すなわち、太陽系型の惑星系は宇宙の標準ではなくその一形態であり、他に多くのパターンが存在する。多数の巨大惑星が、主にHZの可能性を妨げる中心の恒星に近い軌道で発見された。ただ、現在提示されている太陽系外惑星の情報は、識別がはるかに容易な、恒星に近い、あるいは離心率の高い（楕円の）軌道を持つ巨大惑星に偏っているとみられ、どの種類の恒星系が標準であるのかはまだ判っていない。太陽系型の惑星系は検出が技術的に困難であるため、存在しても発見されにくい。しかし、ケプラー宇宙望遠鏡による研究では、少数見つかっている。今後の技術革新により、発見数の増大が期待される。これまで発見された系外惑星の中には、非常に恒星に近い軌道を回っているため、HZに大きな影響を与えないと考えられているものもある。このようなケースでは巨大惑星の外側を居住可能な地球型惑星が周回するという、太陽系とは全く逆の形態の惑星系が存在するかもしれない。

### 恒星の光度変化が小さいこと
光度の変化は全ての恒星に共通してみられるものであるが、その変動の激しさには広い範囲がある。ほとんどの恒星は比較的安定しているが、問題となる少数の変光星は、しばしば突然で猛烈な光度の増加を起こし、その結果その軌道の天体に向け膨大なエネルギーを放出する。これらが予測できないことと、エネルギー出力の変化が生命に悪い影響を与えるだろうことから、生命を宿す惑星を持つ候補として、この種の恒星は難しいと考えられる。もっと単純な話として、特定の範囲の温度にしか適合できない生物は、大きな温度変化を生き残れないだろう。さらに、光度の急上昇には一般的に、大量のガンマ線やX線といった放射線が付随し、これは致死レベルであるかもしれない。大気はその影響を軽減する（太陽の絶対光度が100%増加したとしても、地球の絶対温度も100%増加することにはならないだろう）が、変動により短波長の輻射エネルギーが惑星を打ち付け、絶え間なくその大気を引き剥がすであろうため、そもそも惑星が大気を保有すること自体が不可能かもしれない。
太陽は、この条件においては他の星と比べてはるかに穏やかである。太陽の明るさの最大と最小の間の変化幅は、11年の太陽周期でだいたい0.1%である。だが、太陽の光度の小さな変化でさえ地球の気候に重大な影響を与えるということが、過去の歴史からほぼ判明している（だがこの意見はまだ確定しているわけではない）。例えば中世の小氷期は、比較的長期間の太陽の光度の低下により引き起こされたという可能性が指摘されている。したがって、光度の違いが居住可能性に影響を及ぼすため、恒星の光度は変化しにくいことが望ましい。知られている"太陽の双子"のうち、最も太陽に似ている星は、さそり座外縁に位置するさそり座18番星だと考えられている。興味深いことに、太陽との唯一重要な違いは、さそり座18番星の太陽周期の幅は非常に大きいようだということである。

### 高い金属含有率
どんな恒星もその大部分は水素とヘリウムから成っているが、恒星が含む重い元素の量には大きな違いがある。恒星の金属の割合が高いことは、原始惑星系円盤で初めに利用できる重い物質の量に関係がある。原始太陽系星雲の理論による惑星系が形成される際、金属の量が少ない場合、その恒星の周りに惑星が形成される可能性はかなり減少すると考えられていた。太陽系外惑星の分光法による研究では、高い金属含有量と惑星の形成との関係を裏付けるデータが得られていた。初期に発見された惑星を有する恒星は、惑星を持たない恒星よりも明らかに金属に富んでいた。また、高い金属率は"HabStars"に若い星という条件を与える。宇宙の歴史の中で初期に形成された恒星は金属含有量が低く、惑星を持っている見込みもそれ相応に低くなると考えられていたためである。
しかし、系外惑星の観測対象が巨大ガス惑星からより小さい惑星へ広がるにつれ、金属量と惑星の存在頻度の関係は部分的なものに過ぎないことが明らかになった。ケプラー宇宙望遠鏡の観測記録によると、巨大ガス惑星の場合は恒星の金属量と惑星の存在頻度の間に正の相関関係が存在するものの、半径の小さい惑星の場合は幅広い金属量の恒星の周囲に普遍的に存在している。

## 惑星の特性

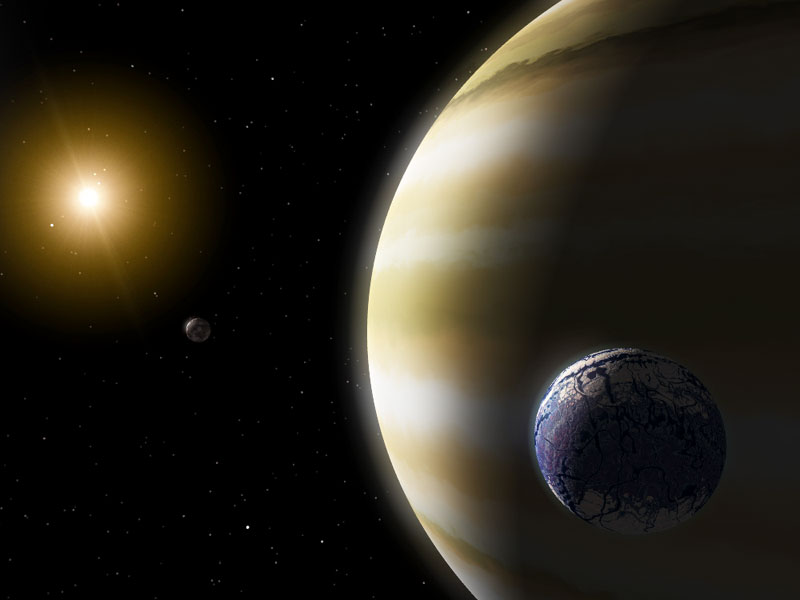
巨大ガス惑星の衛星も生命を宿せるかもしれない。

居住可能な惑星についての主な仮説は、それは地球型惑星（一部のスーパーアース）だということである。これらの惑星は、だいたい地球と同じほどの大きさで、主に珪酸岩石で構成されていて、外層は巨大ガス惑星に見られるような気体の水素やヘリウムで覆われてはいない。生命が巨大惑星上層の雲の中で発達できるかについては、はっきりとは否定できない。けれども、それらには地表がなく、その重力は膨大であり、生命が誕生する可能性はあまりありそうに無いとも考えられる。その一方、巨大惑星の衛星は、生命を宿す有力な候補となっている。
生命を支えられそうな環境を分析する場合、普通は簡単なもの、真正細菌のような単細胞生物と古細菌、それに複雑な後生動物（動物）との間に区別を付ける。どんな生命の系統樹を仮定しても、当然ながら単細胞生物は多細胞生物に先立って現れることになるが、単細胞生物が誕生すれば必ずより複雑な多細胞生物にまで進化すると言う保証は無い。以下の惑星の特性は、生命全般にとって重要なことだと考えられているが、いずれも、より大きく複雑な植物や動物のような多細胞生物ほど条件が厳しくなると考えるべきものである。

### 質量

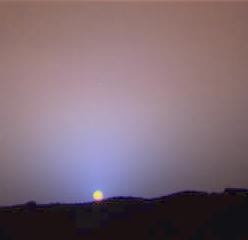
火星、大気が薄いため、太陽から同じ距離を公転したとしても地球より寒い。

低質量の惑星は、以下の2つの理由から生命を宿す候補としては適さない。
一つ目に、その低い重力では大気の保持が難しいことである。大気を構成する分子は、脱出速度に達しやすくなり、吹き付ける太陽風や衝突などで容易く宇宙空間に失われる。厚い大気を持たない惑星は、原始の生化学に必要な物質を欠き、その地表には少ない断熱効果と乏しい熱移動しかもたらさず（例えば、薄い大気しか持たない火星は、同じような距離にあったとしても地球より寒い）、短波長の放射線や隕石に対する保護効果も少ない。さらに、大気が地球大気の0.6%より少なく、大気圧が4.56mmHg (608Pa) に届かない場合、水は液体の状態で存在できない。水が液体である温度の範囲は、一般的に圧力が低くなるほど低下する（気圧が下がると水の沸点も下がるため）。
二つ目に、小さい質量の惑星ほどその直径も小さくなり、その結果より大きなものと比べて体積（ほぼ質量に比例）と比較した表面積の割合が高くなる（たとえば地球の半分の直径の惑星では、体積は地球の1/8だが表面積は1/4である）。このような天体は、形成時に残ったエネルギーを早く失う傾向があり、その結果地質学的な死を迎え、火山、地震、それに地殻変動による、生命を維持するための資源であり大気の温度も保持する物質（二酸化炭素のような）の供給が失われることになる。プレートテクトニクスについては、少なくとも地球では特に重要なことであるように見える。それは物質を循環させ重要な化学物質や鉱物を再生するだけではなく、大陸を作り出し環境の複雑さを増して生物多様性を育むとともに、地球の磁場を生成するのに必要な対流を生み出す助けにもなる。なお、地球以外で活発なプレートテクトニクスもしくは類似現象が起こっている可能性が高いとされる天体は、現状沈み込み帯と思われる地形が観測されたエウロパのみである（岩石地殻ではなく、氷地殻が変動する形）。
"低質量"というのは一部相対的な呼び名である。地球は太陽系の巨大ガス惑星と比較すると低質量であると考えられる。だが、その直径と質量は太陽系の地球型惑星の中で最大であり、密度も最も高い。その重力だけで大気を保つのに十分なほど大きく、また溶融したコアが熱機関として残るのに十分なほどにも大きくあり、その表面には様々な地質学的な動きがある（惑星のコアでの元素の放射性崩壊は、惑星の加熱にとって重要な要素である）。対照的に火星は地質学的な死に近く（あるいは既に死んでいるとも考えられている）、その大気のほとんども失われている。したがって、居住可能性の下限となる質量が、火星と地球や金星の間のどこかに位置していると推論して問題ないだろう。ただ、特殊な条件下では例外もある。木星の衛星イオ（地球型惑星よりも小さい）は、その軌道から引き起こされる木星の潮汐力によって、活発な火山活動を見せている。隣接するエウロパもまた、巨大ガス惑星に近い軌道から生まれるエネルギーにより、氷の外殻の下に液体の海を持っているかもしれない。一方、土星のタイタンは厚い大気を保っており、その表面の液体メタンの中での生化学的反応により、表面に生命を宿す可能性を持っている。これらの衛星は例外であるが、質量が居住可能性の基準として絶対だと考えることはできないということも証明している。
最後に、大きな惑星はおそらく大きな鉄のコア（核）を持っている。これにより、惑星を太陽風から守るための磁場を作ることができるようになる。磁気圏がなければ、惑星の大気は剥がれて取り去られ、そこに住む生物はイオン化した粒子を浴びせられることになるだろう。質量だけが磁場を生成する唯一の基準となるわけではなく、コアにダイナモ効果が生まれるには、惑星は十分な速さで回転もしなければならない。だが、質量はその過程の重要な要素ではある。

### 軌道と自転
その他の基準として、軌道と自転という特性の影響を確定することは重要な点である。離心率の高い軌道は、惑星が主星に最接近した時と最も遠い時の違いを生むことになる。離心率が高ければ高いほど、その惑星表面の温度変化も大きくなる。しかし、生物はそれらの悪条件に適応することができる。とはいえ、この変化に耐えられるのは生物だけであり、もしその変化が惑星の生物のための液体（例えば、地球の水）の融点と沸点両方の範囲内であればの話である。例えば、地球の海洋が沸騰と凝固を交互に繰り返しているとしたら、そこに既知の発展した生命を想像することは難しい。より複雑な生物ほど、大きな温度差には敏感である。地球の軌道はほとんど完全に円形であり、離心率は0.02以下である。水星を除く太陽系の他の惑星も、同じような良好な軌道を持っている。
集められた太陽系外惑星の軌道のデータは、多くの研究者を驚かせた。その90%は太陽系で見つかっている惑星よりも大きな軌道離心率を持っており、その平均は実に0.25であった。ただしこれはサンプルの偏りによる結果だということが十分考えられる。
惑星の自転は惑星に季節が存在するかどうかに影響する。もし小さな、あるいは全く赤道傾斜角が無く、黄道に垂直な状態であれば、四季は起こらない。逆に、もし惑星が大きく傾くと、季節の変化は極端なものとなるだろう。ただし第四紀に赤道傾斜角の傾きが増大したのと同時に、極の氷の減少（つまり温度の上昇と季節的変動の「減少」）が起きていたことが分かっている。とはいえ、このときよりもさらに赤道傾斜角の傾きが増加した場合にも、季節による変動が穏やかになるというこの傾向が続くのかどうかは科学者にもわかっていない（スノーボールアース参照）。
現時点では、こうした変化がもたらす影響はコンピュータモデルによって推測することしかできないが、研究では、85°というかなりの角度まで傾けても、「これによって大陸が季節ごとにひどい高温に曝されさえしなければ」生命の可能性が完全には排除されないことが示されている。また、平均の赤道傾斜角だけでなく、時の経過による変化も考えなければならない。地球の傾斜は4万1千年かけて21.5°から24.5°の間で変化している。より極端な変化や、ごく短周期の変化は、気候に影響を引き起こすだろう。
その他に、軌道に関して考慮すべき点は、
- 惑星は昼夜のサイクルが長くなると昼側の面と夜側の面との温度差は顕著なものとなる。
- 回転軸の方向の変化（歳差）は、傾斜の（角度でなく）方向が変わるものであり、単独では必ずしも居住可能性に影響はしない。しかし、歳差はその他の軌道の逸脱により引き起こされた変化を強調する傾向がある（ミランコビッチ・サイクル参照）。地球の歳差は2万3千年周期で発生している。

地球の月は、赤道傾斜角を安定させ地球の気候を和らげるのに、重要な役割を演じているように見える。それは、居住可能性の条件にとって無秩序な角度となるのを防いでいるかもしれない。だが、この意見についてはまだ議論中である。一般的な理論によれば、月は火星サイズの天体が形成時の地球に衝突し、吹き飛ばされた物質が集合して、その軌道に集まったことにより形成された（ジャイアント・インパクト説）。ウォードとブラウンリーの"レア・アース"では、このような衝突はごく稀であるため、他に地球 - 月型の系の可能性は低く、ゆえに他の居住可能な惑星の可能性も減ると強調している。一方で、一般的な地球型惑星の惑星形成論では、ある程度の大きさをもった地球型惑星は、集積の最終段階でいくつかの原始惑星が巨大衝突により合体して形成されると考えられている。

### 地球化学
一般的には、どんな地球外生命も地球で見つかるものと同じ基本的な化学的性質、宇宙で最もありふれ、また生命に最も重要な4つの元素、炭素、水素、酸素、窒素を元に存在するだろうと考えられている。確かに、生物に必要な単純な化合物であるアミノ酸等は、隕石や星間物質から発見されている。これら4つの元素は、地球の生物共同体量の96%以上を占めている。炭素はそれ自身や、複雑で大規模な格子や様々な構造を接合し形成することに関しては、他に並ぶものが無い能力を持っており、生きた細胞のような複雑な構造を作るための理想的な物質となる。水素と酸素は水を形成し、生命の誕生にとって最初の反応が起こった場所の溶剤となる。有機化合物を酸化させることで利用できる、炭素と酸素の間の強力な共有結合を構成するエネルギーは、全ての複雑な生命の燃料である。これら4つの元素は同時にアミノ酸を構成する。アミノ酸は生きている組織を構成する蛋白質を形作る物質である。
宇宙の中での元素の相対的な量は、必ずしも惑星の中での量に反映されるわけではない。例えば、4つの生命の元素では、酸素だけが地球の地殻に豊富に存在している。これは、水素や窒素などのこれら多くの元素のほとんどの基本的な化合物（二酸化炭素や一酸化炭素、メタン、アンモニア、それに水など）が暖かい温度で気体となるという事実から、部分的に説明することができる。太陽に近い熱い領域では、これら揮発性の化合物は惑星の地質的な形成において重要な役割を果たすことはできない。その代わり、これらは気体として、主に二酸化ケイ素（ケイ素と酸素の化合物。酸素の相対的な豊富さの元）などからなる岩石により新たに形成された地殻の下に捕らえられた。最初の火山に始まる揮発性の化合物の放出は、惑星の大気の形成に寄与することになっただろう。ユーリー-ミラーの実験は、原始大気の中でエネルギーを放出することで、単純な化合物の合成によりアミノ酸が形成できることを示した。
しかし、火山からのガスの放出だけでは地球の海の水の量を説明することはできない。地球型惑星を形作った岩石は、よく乾燥した、すなわち水をごく少量しか含まないものだった可能性が高い。生命に必要な水のほとんど大部分は太陽の熱から離れ、これらが固体のまま残っていた領域からやってきたと考えられている。その起源としては、太陽系外縁天体（彗星）と小惑星帯外縁部という2つの説が唱えられてきた。同位体存在比の研究によれば、小惑星帯外縁部に由来する炭素質コンドライトの同位体比は地球のものとよく一致する一方で、彗星の水素同位体比（重水素/水素の比率）は地球の2倍に達することが知られている。彗星の水素と同位体比の低い水素（例えば原始惑星系円盤ガス）が混合したものと考えれば地球の水素同位体比を再現できるようにも思えるが、この方法では今度は窒素の同位体比に食い違いが生じることになる。これらは地球の水の大部分は小惑星帯に由来するという説を支持している。
仮に地球の水が彗星から供給されたのであれば、4つの"生命の元素"はその他の場所でも容易く利用できるはずだ、という考えには疑問が持たれることになる。彗星が無ければ、地球型生命は存在していない可能性がある。居住可能な系となるには、長期間軌道を回っている天体から、内側の惑星に元となるものが供給される必要があるということも、ありそうである。一方で、地球の水が主に小惑星から供給されたのであれば、地球型惑星が集積の過程でそのような領域から物質を取り込むことは珍しいことではないし、水に富んだ天体を内側に供給する天体も必要ではない（#グッド・ジュピターも参照）。また、地球で必要とされる物質ではなく、その他の元素を生命の生化学的な基礎とする可能性もある（代わりの生化学を参照）。

## 代わりとなる恒星系
地球外生命の可能性を考える上で、太陽に似た恒星に長らく関心が向けられてきた。しかし最近では、太陽とはとても似ていない恒星系で生命が誕生する可能性が検討されるようになっている。

### 連星系
代表的な見積もりでは、全ての恒星の50%かそれ以上が連星であると示唆している。だがこれは、大質量で明るい星ほど連星となりやすいという傾向があり、そして明るい星はより簡単に観測・分類されることから、サンプルに偏りがあるかもしれない。より正確な分析では、通常はもっと多くのありふれた、低質量の星が単体で存在していると考えられており、したがって全ての恒星系の2/3以上は単独だとしている。
連星を構成する二つの恒星の間隔は、1AU（天文単位、地球 - 太陽間の距離）以下から数百AUまでの広い範囲に及ぶ。後者の例では、その恒星を回る惑星への重力の影響は、単独で存在する"適切な恒星"を回る惑星と同じく取るに足らないだろうし、その軌道が極めて極端（例としてはネメシスを参照）でもない限り居住可能性を妨げることも無いだろう。しかしながら、間隔が著しく短い場合、安定した軌道は不可能となるかもしれない。もし惑星とその惑星が回る恒星までの距離が、連星を構成する他の恒星に最接近した時の距離の1/5よりも大きい場合、その軌道の安定は保証できない。連星の重力は惑星の形成を妨げるかもしれないことから、惑星が形成されるかどうかも長い間判っていなかった。カーネギー研究所のアラン・ボスによる理論は、単独の恒星の場合と同じように、連星系の恒星の周囲にも巨大ガス惑星が形成できることを示した。
太陽に最も近い恒星系アルファ・ケンタウリは、居住可能な惑星を探す際、連星をその対象から外す必要は無いという事実を示している。ケンタウリAとBには最接近時で11AUの距離があり（平均は23AU）、それぞれが安定したハビタブルゾーンを持つと考えるべきである。シミュレーションによるこの系の中で惑星が長期間安定する軌道の研究では、惑星はどちらかの恒星から約3AUの位置なら安定して残る可能性が示された（すなわち、軌道長半径の逸脱は5%以下）。ケンタウリAのHZは控えめな見方では1.2～1.3AUで、ケンタウリBは0.73～0.74AUだと見積もられる。居住可能性を満たすためには、これらの軌道とHZ双方の条件で安定した領域でなければならない 。

### 赤色矮星系

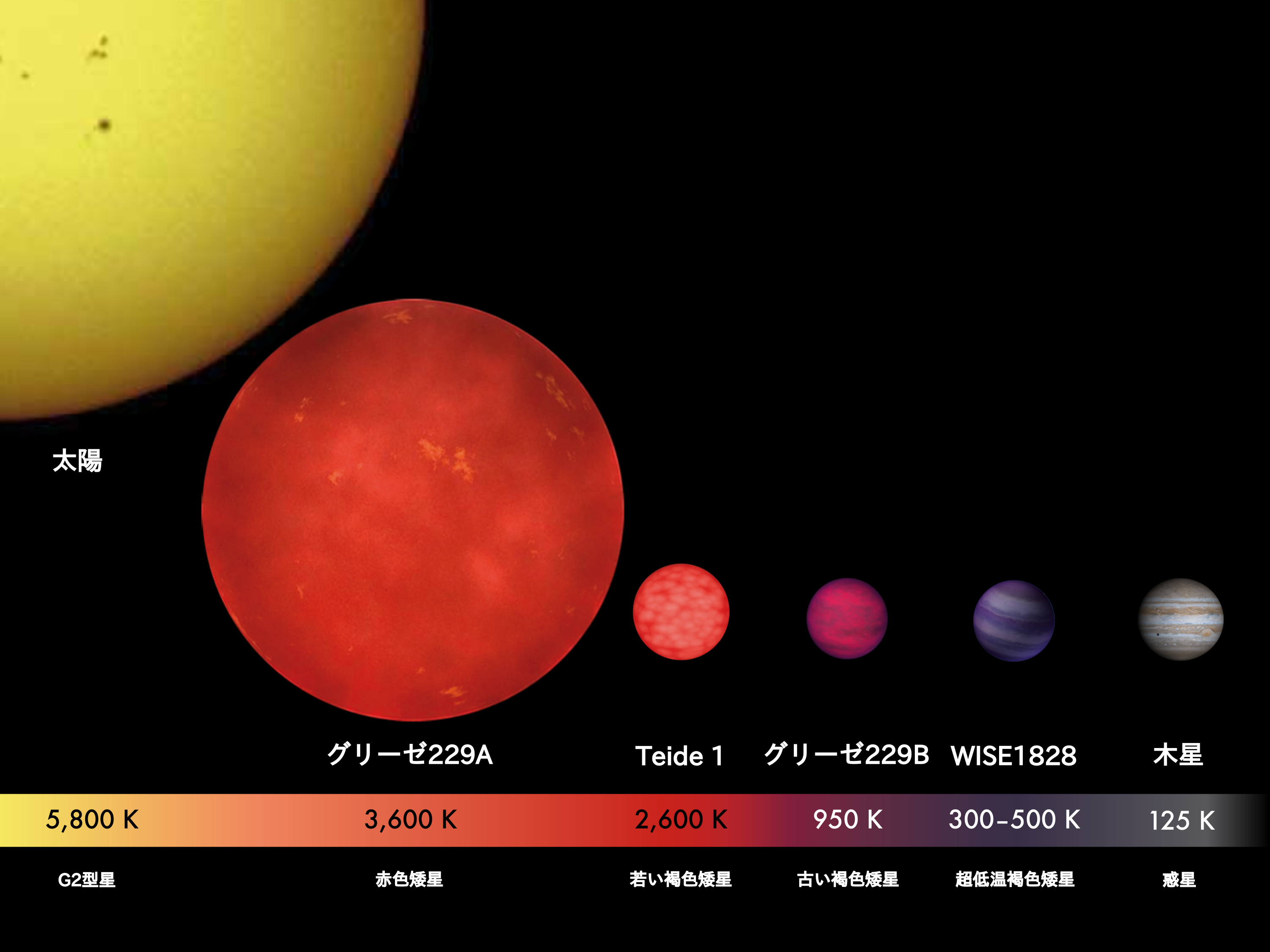
星の大きさと表面温度。赤色矮星を回る惑星が地球と同じくらいの温度を得るには、自転と公転の同期が起こるような距離まで近づかなければならないだろう。

赤色矮星は銀河の恒星の70%～90%を占めると考えられており（一般に質量の小さい恒星ほどその数は多い）、その居住可能性が確定することは、宇宙の中でどれだけ生命がありふれているのかを確定する助けとなるだろう。褐色矮星はおそらく赤色矮星よりはるかに多く存在する。しかし、それらは一般的に恒星とは分類されず、核融合を継続できないため低温で放射も急速に失われてしまう。そのため、生命を支えることはとてもできない。
天文学者は長年、赤色矮星系に生命が住む可能性は無いとしていた。赤色矮星は小さく（太陽の質量の0.08倍～0.46倍）、それはその核反応が極めてゆっくりと進み、とても少ない光（太陽の3%から、最小のものでは0.01%以下）しか放射しないことを意味している。赤色矮星の軌道を回る惑星が地球のような表面温度を得るには主星のとても近くになければならないだろう。その距離は、けんびきょう座AX星のような比較的大きなものでは0.3AU（水星の軌道のちょうど内側）で、最小クラスのプロキシマ・ケンタウリのような星では0.032AUとなる（この軌道を回る惑星の1年は6.3日にしかならない）。それらの距離では、恒星の重力により自転と公転の同期が引き起こされるだろう。惑星の日の当たる側は永遠に恒星に面し、夜の側は常にそれ以外を向いている。生命の可能性にとって唯一考えられるのは、惑星が恒星からの熱を日の当たる側から夜の側に伝えるのに十分な厚い大気を持っていた場合の、灼熱も凍結も避けられる場所である。長い間、そのような厚い大気では地表に日光が到達せず、光合成が妨げられると考えられていた。
この悲観論は、新たな研究により緩和されつつある。アメリカ航空宇宙局 (NASA) エイムズ研究センターのRobert Haberleとマノイ・ジョーシによる研究では、惑星の大気（温室効果ガスにCO2とH2Oを仮定）が100mbar（地球大気の10%）だけあれば、恒星の熱を効果的に夜の側に運べることを示した。これは光合成に必要な水準の中にある、とはいえこのモデルでは、水はまだ夜の側に凍って残ったままだと思われた。グリニッジ・コミュニティ・カレッジのMartin Heathは、もし海洋が十分な深さを持ち、夜の側の氷の下を自由に流れることができれば、水の海が固く凍らず効果的に循環できることも示した。さらに研究では、活発な放射による光合成の量を考慮に含めて、赤色矮星系の自転と公転が同期した惑星は、少なくとも高等植物とっては居住できる環境かもしれないことが示された。

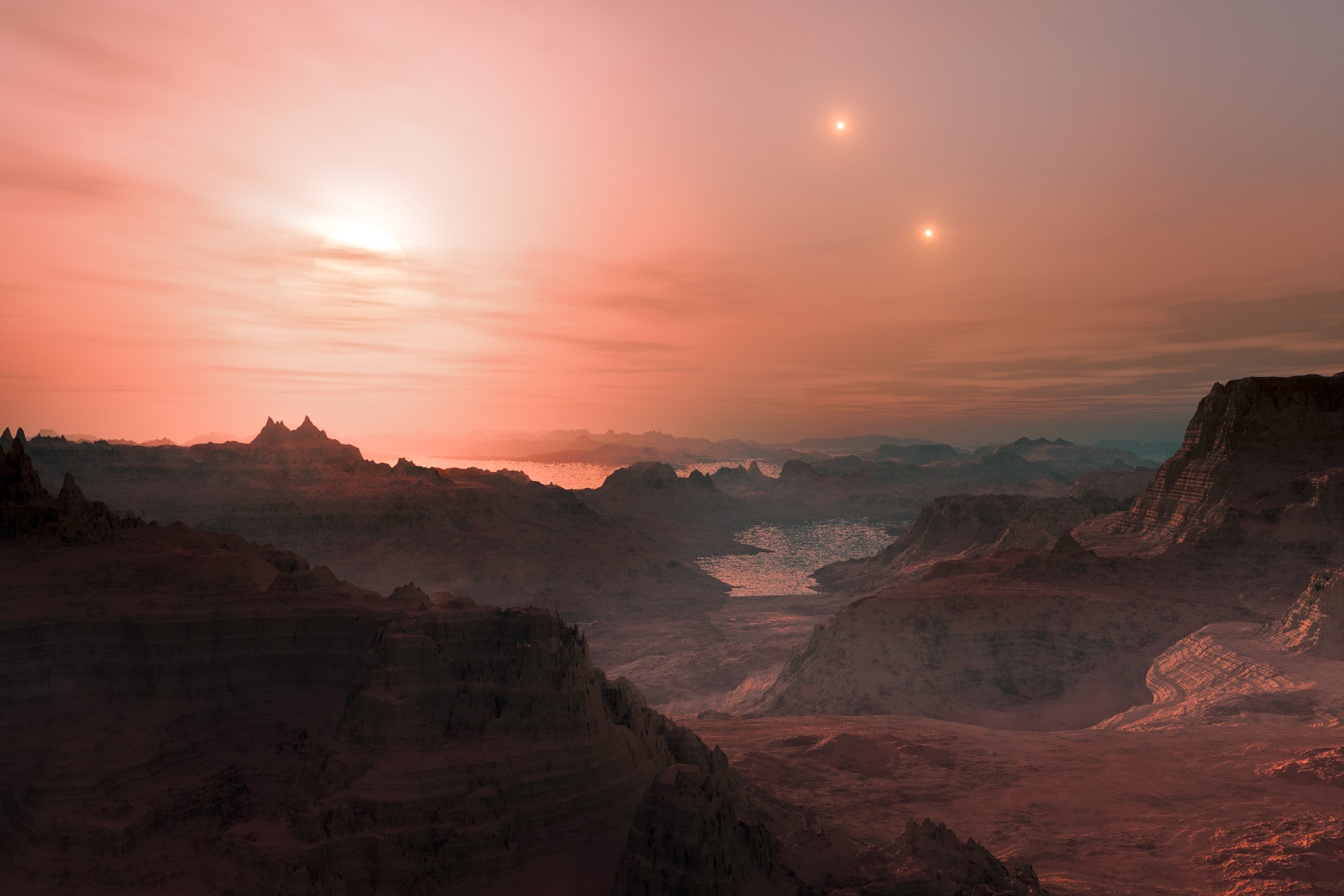
ハビタブルゾーンの地球型惑星グリーゼ667Ccの想像図。この星系は赤色矮星系であり、かつ三重星系である。

しかしながら、その大きさだけが赤色矮星は潜在的に生命に不適当である、とされた要因ではない。このような赤色矮星の惑星では、夜の側は決して太陽を見ることができず、そちらの面での光合成は不可能だろう。日の当たる側でも、太陽は昇りも沈みもしないため、山の陰となる領域は永遠にそのままだろう。
知られている限り、赤色矮星の生み出す放射のほとんどは赤外線であるという点も、光合成を考える上で複雑な箇所だろう。地球上では光合成のプロセスは可視光に依存している。だが、このシナリオには潜在的にプラスとなるものがある。例えば、多数の地球の生態系は光合成よりも、赤色矮星系でも可能であるだろう化学合成に依存している。また、主星が静止した位置にあることは、植物が日陰／日向の変化により太陽の方向へ葉を向けたり、光合成で夜間のエネルギーを蓄えたりする必要を取り除く。朝晩の弱い光も含めた昼夜のサイクルが無いことから、与えられた放射のうち、遥かに多くのエネルギーが利用できるだろう。
赤色矮星は、より安定した大きな星々よりも、はるかに激しく変化しやすい（大部分の赤色矮星は変光星の一種であるフレア星に属すると考えられている）。しばしば数ヶ月にわたり光量が40%まで薄暗くなるほどの黒点に覆われ、また別の時には数分間に渡り明るさが倍になるほどの巨大なフレアを放射する。そのような変化は生命にとても多くのダメージを与えるだろう。けれども、突然変異率の増加や気候条件の急激な変化により、進化への刺激となるかもしれない。一方で、強いフレアは大気に厚いオゾン層をもたらし、生命に対するフレアの影響を減少させるという考え方もある。
とはいえ、赤色矮星は生命が住む場所として、他の恒星を超える一つの大きな利点も持つ。長い間存在し続けることである。人類が地球に現れるまで45億年がかかり、生命は知られている限り、少なくとも地球形成から5億年以上経ってから見られるようになった。この点、赤色矮星は大型の恒星と比べて核反応がはるかに遅いため、短くても約1000億年、長ければ10兆年以上にもわたって存在することができると推測されている（ちなみに太陽の寿命は約100億-120億年）。これは、生命がより長期間発展し、より長期間生き残る可能性が高いことを意味する。さらに、どこか特定の赤色矮星の周りのハビタブルゾーンで惑星が見つかる確率はほんのわずかだとしても、その数の多さから、全ての赤色矮星のHZを合計した量は、全ての太陽のような恒星のHZを合計した量に匹敵する。2014年現在、赤色矮星のハビタブルゾーンに位置する地球型惑星は複数発見されており、中でもケプラー186fは極めて地球に近いサイズの惑星である。

### 橙色矮星系
太陽より小さいものの、赤色矮星より大きい橙色矮星（K型主系列星）の周りを公転する惑星については、より地球に近い安定した環境となるため、生命が存在する可能性はより高いと分析されている。また、橙色矮星の寿命は赤色矮星よりも短いものの、太陽よりはずっと長く、約200億-1000億年に及ぶと推測されているため、この点においても惑星に生命が存在する可能性は太陽と同等またはそれ以上に高いとも言える。

## その他の考慮すべき点

### グッド・ジュピター
グッド・ジュピター（良い木星）とは、太陽系の木星のような巨大ガス惑星で、ハビタブルゾーンを壊さないよう離心率が小さく、恒星から十分遠く離れた、だが内側の地球型惑星を二つの重大な点で"保護"するのに十分な程度に近い軌道を持っている。一つ目は、内側の惑星の軌道が安定するのを助け、それにより気候を安定させることである。二つ目は、彗星や小惑星が内部太陽系に入り込み、破壊的な衝突の原因となるのを引き止めることである。木星の軌道は、地球と太陽の間の距離の5倍ほどのところにあり、他の惑星系でも木星型惑星がこれに近い軌道にあれば同様の働きをすると考えられる。木星の"番人"の役割は、1994年のシューメーカー・レヴィ第9彗星との衝突の時にドラマチックに例証された。彗星は、木星の重力に捕らわれなければ内部太陽系に入り込んでいたかもしれない。
しかし現実はより複雑である。木星は、長周期彗星が地球に衝突する頻度を減少させるが、地球へ衝突する天体のうち長周期彗星が占める割合は5%に過ぎず、大部分は小惑星や短周期彗星である。木星は、短周期彗星や小惑星を軌道から取り除く一方、太陽系の内側に散乱して衝突頻度を増加させる働きも持ち、そのどちらの効果が上回るかは、木星の軌道や質量などの条件によって異なる。例えば、木星の質量が現実の数分の1（土星質量程度）の場合は地球への天体衝突頻度は大きく上昇するが、木星質量が現実の0.15倍以下であれば天体衝突頻度は減少に転じるという結果がシミュレーションによって示されている。
木星は、その内側にある地球型惑星の揮発性物質の含有率に重要な影響を及ぼしたと考えられている。一つの考え方として、木星は周辺にある氷天体を内側に向けて散乱し、地球に水を供給した、というものがある。しかし、地球型惑星集積のシミュレーションは、木星は実際には正反対の役割を果たしたことを示している。木星が存在するモデルと存在しないモデルのシミュレーション結果を比較すると、明らかに前者の方が水の少ない乾燥した地球型惑星が形成される。これは、木星は内側に向けて供給するより多くの天体を惑星系から放出し、地球がそれらの氷に富んだ天体を取り込む機会を失わせるためである。

### 銀河の領域
また、科学者は銀河の特定の領域（銀河系のハビタブルゾーン：GHZ）は、他の場所と比べて生命によく適している可能性があるとも考えている。太陽系の存在する、銀河系の縁に位置するオリオン腕は、生命に好意的な場所だと考えられている。
- 球状星団の中ではない。過剰な放射線や軌道の変動のため、高い恒星密度は生命にとって有害である。また、球状星団は主に古い金属に欠けた恒星から成り立っている。
- 活発なガンマ線の供給源が近くにない。
- 銀河中心の近くではない。高い恒星密度は電離放射線の見込みも増やす（例えば、マグネターや超新星）。また、超巨大ブラックホールが銀河の中心に横たわっていると信じられており、これは近くの天体にとって脅威となるかもしれない。
- 銀河の中心を回る太陽の円軌道は、銀河の螺旋の腕から外れ、猛烈な放射線と重力により崩壊してしまうかもしれない危険から、引き止めている[39]。

したがって、相対的に孤立した恒星であることは、生命を宿す系にとって必要なことである。もし太陽が他の系と込み合っていれば、生命の機会に致命的なほど近くに危険な放射線源がある可能性も、著しく増加する。さらに、近隣の恒星はオールトの雲やエッジワース・カイパーベルトのような様々な天体の軌道を乱し、内部太陽系に大災害をもたらすかもしれない。
恒星が集まることは居住可能性にとって不利だと証明されたが、極端な孤立も同じである。太陽と同じくらい金属に富んだ恒星は、おそらく相対的な金属量の低下や一般的な恒星の形成物の欠乏により、銀河系の最も外側の領域では形成されないだろう。したがって、太陽系があるような"郊外"の場所が、銀河の中心や最遠よりも望ましい。

### 生命自身による影響
生命の出現を助ける興味深い追加要素として、生命それ自身が形成された後、自分自身が居住可能性の要素となるという考えがある。地球の有力な例として、古代のシアノバクテリアによる酸素の生産と、その先の光合成植物の登場、それによる地球大気の根本的な変化が挙げられる。この酸素は、後に動物種の呼吸に重要であることが証明された。
この生命とその後の居住可能性の間の相互作用は、様々な検討をされている。ガイア仮説（ジェームズ・ラヴロックにより1975年に開拓された地球生命圏の科学的なモデル）では、生命はその存続に都合が良いようにそれ自身が惑星の環境を作るのを助け、適切な状態に育て維持していくと主張している。最も劇的な考えでは、惑星のシステムはある種の生物のように振舞うともしている。最も成功している生命は、空気や水、それに土の構成を、その存在の継続をより確実なものとするため変化させる。この考えは、受け入れられている生態学の法則の延長で、議論を呼んでいる。
生物相により示されたこの見解は、非科学的で検証できないものであると反論されることもある。しかしながら、より主流の研究者もラヴロックにより含蓄された目的論を必然的に受け入れることなく、関連する結論にたどり着いた。デビッド・グリンスプーンは、惑星に既に存在する生命は、居住可能性の構成に関する理解と分けることはできないという"Living Worlds仮説"を提案した。この説では、地質学的にも気象学的にも生きた惑星は、生物学的にも生きており、惑星とその生命は一緒に発展するだろうとしている。
2004年のギエルモ・ゴンザレスとジェイ・リチャーズの著書The Privileged Planetでは、惑星の居住可能性と宇宙の残りを観測した結果との間の関係を検討している。地球の生命は"特権的"な立場にあるというこの考えは、哲学的な意味、特にコペルニクス原理に違反することから、議論となっている。